# Kochsee

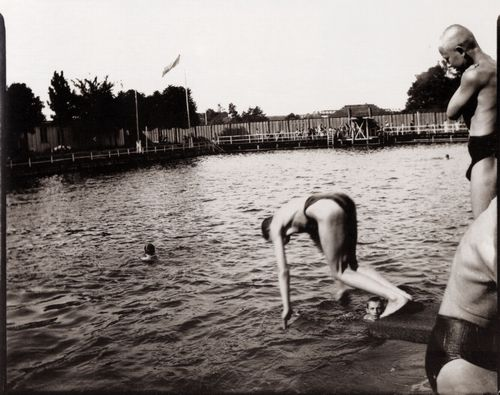
Badeanstalt am Kochsee – fotografiert von Heinrich Zille

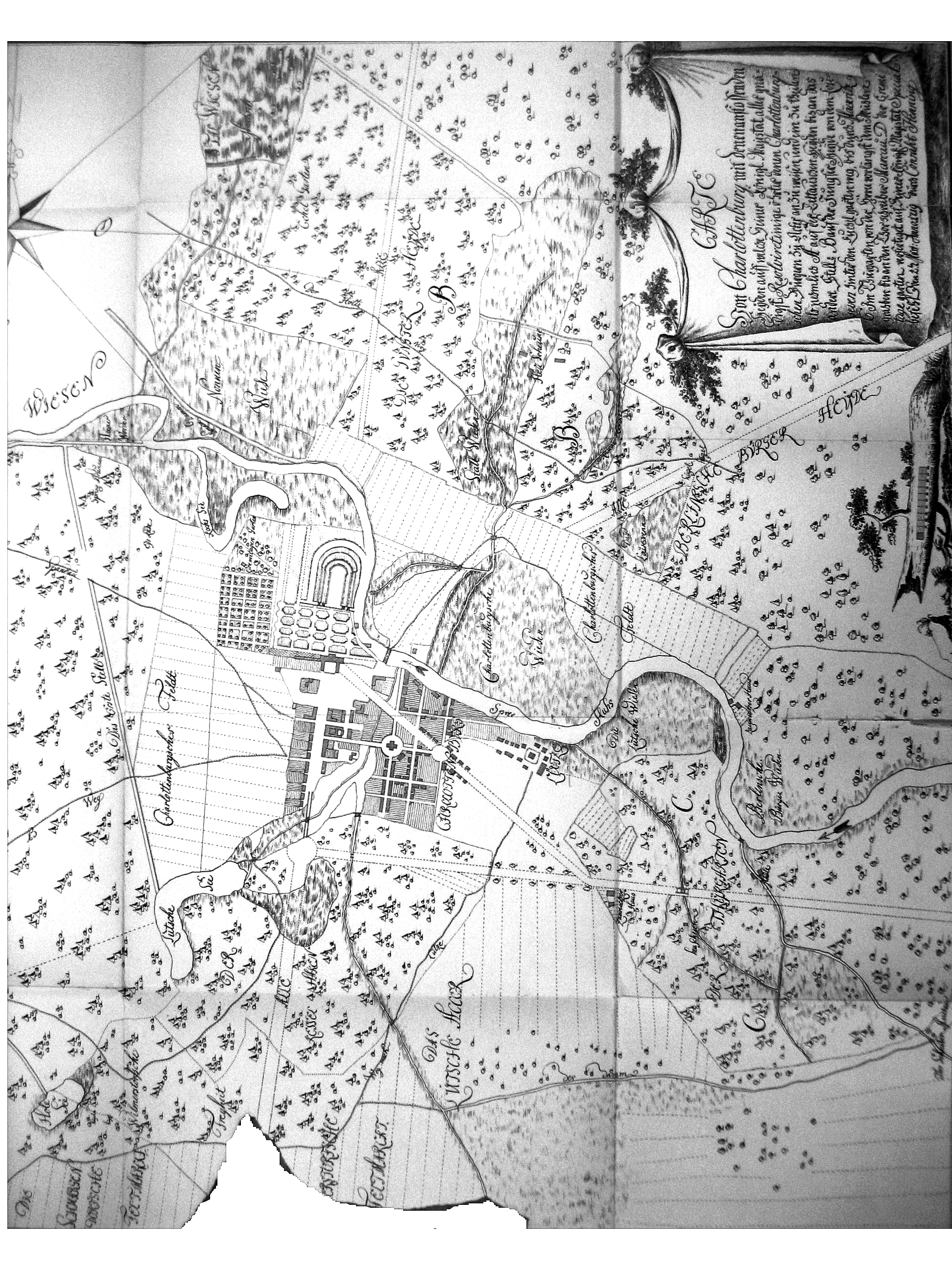
Stadtplan von 1719, genordet, bereits hier erscheint der Name „Kochs See“

Der Kochsee, zugeschüttet 1911, lag in Charlottenburg, heute ein Ortsteil von Berlin, nördlich der Sophie-Charlotten-Straße, in der äußeren nordwestlichen Ecke des Gebietes innerhalb der Berliner Ringbahn.

## Geschichte
Der Kochsee war als Teil eines Altarmes der Spree entstanden, der noch heute ein Gewässer im hinteren Teil des Schlossparks beim Schloss Charlottenburg ist. Seine Namensherkunft ist unbekannt. Auf einem Plan von 1719 war er bedeutend größer als später. Durch den Bau der Bahnstrecke Berlin–Hamburg 1846, der Ringbahn 1877 und des Güterbahnhofes Westend 1879 wurde er verkleinert und verlor seine Verbindung nach Westen. An seinem Ostufer stand von um 1790 bis 1865 das Königliche Korbhaus.
Die Badeanstalt am Kochsee wurde 1886 vom Unternehmer Wilhelm Görgs mit Hilfe städtischer Finanzen als künstlicher Badesee errichtet und grenzte direkt südlich an den Kochsee an, auf einigen Stadtplänen wurde sie als Teil des Sees dargestellt.
- Im vorderen Bereich für Männer gab es eine 100-Meter-Schwimmbahn mit zwei Nichtschwimmerbecken.[3] Darin wurden die Deutschen Schwimmmeisterschaften 1890, 1896, 1900 und 1905 ausgetragen.[3][6] Der Charlottenburger Walter Brack schwamm dort am 20. Juni 1904 einen Weltrekord über 100 m Rücken in 1:29,0 Minuten.[7]
- Zusätzlich wurde ein Damenbad mit 50-Meter-Schwimmbahn und einem Nichtschwimmerbecken erbaut.[3] Dort wurde 1893 mit Unterstützung der Frau des Badeanstaltbesitzers der Damen-Schwimmverein „Nixe“ gegründet. Die Vereinsgründung bedeutete gleichzeitig auch die Geburtsstunde des Damenschwimmsports, dazu gehörten auch die ersten Schwimmwettkämpfe für Frauen, die zunächst bei den Schwimmkämpfen im Jahr 1905 antraten. Erst seit 1907 sind Frauen-Schwimmerinnen und -Vereine im Deutschen Schwimm-Verband zugelassen. Der Verein existiert noch heute.[8]
- Die Badeanstalt am Kochsee war bei ihrer Eröffnung die einzige öffentliche Bademöglichkeit in Charlottenburg, da das Baden außerhalb von Badeanstalten bis 1907 in Preußen verboten war. Frühere Badeanstalten in der Spree wurden in den 1870er Jahren wegen der zunehmenden Wasserverschmutzung geschlossen, das Freibad im Halensee wurde 1880 abgebaut, und das Stadtbad Charlottenburg eröffnete erst 1898.[2]

1903 wurde der Kochsee vom Forstfiskus an den Unternehmer Görgs verkauft, dem damals bereits die Badeanstalt gehörte. 1909 verkaufte Görgs den Kochsee, diesmal inklusive der Badeanstalt, weiter an die Reichsbahn, die es zur Erweiterung ihres seit 1901 in „Charlottenburg“ umbenannten  Güterbahnhofes benötigte. Die letzte Badesaison war 1911. Im September 1911 wurde der See trotz vieler Proteste mitsamt der Badeanstalt zugeschüttet, auf dem Gelände wurden zusätzliche Ladegleise angelegt. Anfang der 1990er Jahre wurde der Güterbahnhof geschlossen und in ein Gewerbegebiet umgewandelt.